# Valkenburg aan de Geul

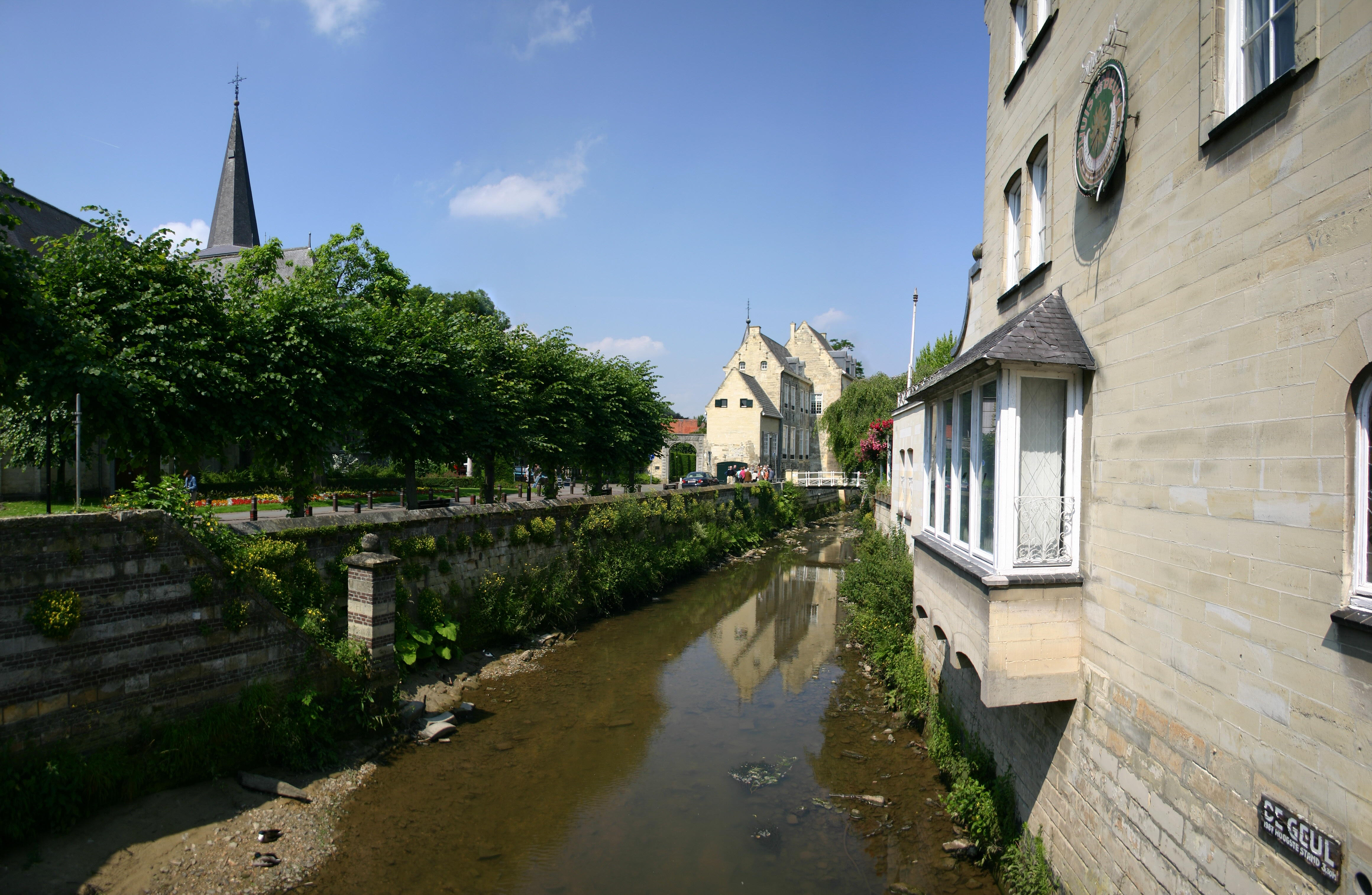

Valkenburg aan de Geul este o comună și o localitate în provincia Limburg, Țările de Jos. 

## Localități componente
Berg en Terblijt, Geulhem, Houthem, IJzeren, Oud-Valkenburg, Schin op Geul, Sibbe, Valkenburg, Vilt, Walem.